# 霍季姆利农村居民点
霍季姆利农村居民点（俄语：Хотимльское сельское поселение）是俄罗斯联邦伊万诺沃州尤扎区所属的一个农村居民点。其下辖有19个居民点，行政中心为霍季姆利。据2016年统计，该农村居民点的人口为832人。